# Anfiteatro romano de Amiternum
El anfiteatro romano de Amiternum era el principal anfiteatro de la antigua ciudad sabina de Amiternum, cuyos restos arqueológicos están situados cerca de la localidad de San Vittorino, en el territorio comunal de L'Aquila (Italia).

## Características e historia

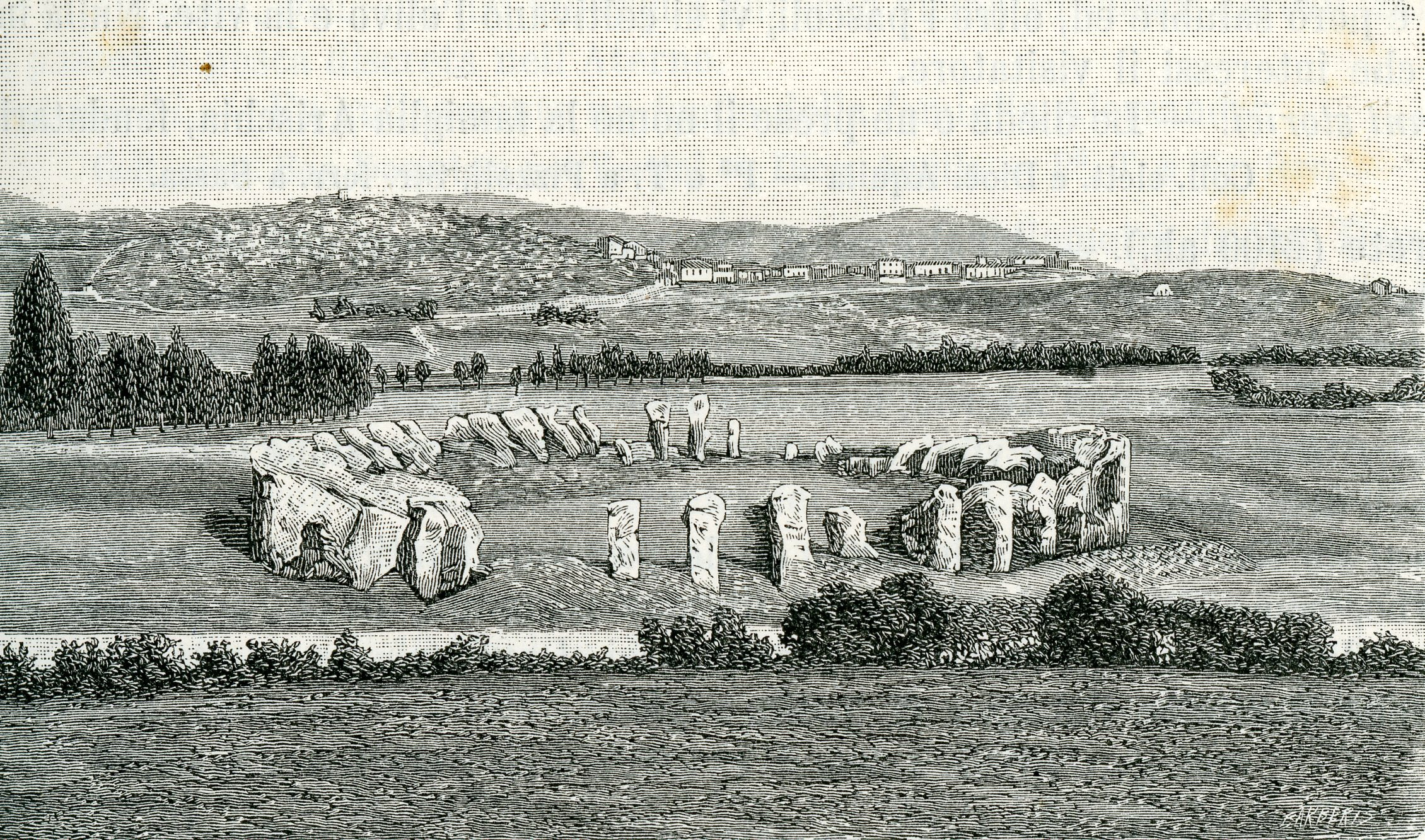
Xilografía del anfiteatro

Declarado monumento nacional en 1902, la estructura se remonta al siglo I y es algo posterior al teatro romano. A diferencia de este último, el anfiteatro se encuentra en el extremo meridional de la ciudad, lejos del foro. La cávea, que se eleva sobre la vía Amiternina entre la colina de San Marco y el río Aterno, tiene diámetros de 68 y 53 metros medidos respectivamente sobre las directrices este-oeste (lado paralelo a la escena del teatro) y norte-sur. Cuenta con 48 arcadas que sostienen las gradas, hoy prácticamente desaparecidas, originariamente dispuestas en dos plantas y revestidas de ladrillo; se estima que contaba con una capacidad para 6000 espectadores. Del anfiteatro, hoy en día todavía es visible de forma completa el pasillo exterior con la columnata de ladrillos y la estructura de la cávea con sus muros y el revestimiento de ladrillo. El ingreso a la arena se realiza por la entrada situada sobre el eje mayor este-oeste, llamada Porta Triumphalis.
Se supone que el monumento fue renovado en el siglo subsiguiente a su construcción y abandonado tras la decadencia de Amiternum. La cávea quedó siempre visible y de ello queda constancia en los archivos catastrales, pero la estructura salió de nuevo a la luz con las excavaciones arqueológicas de 1880, mientras que los trabajos de consolidación y restauración se remontan a 1996.
Otras excavaciones, efectuadas en la segunda mitad del siglo XX, han sacado a la luz los restos de una domus tardorromana de la cual todavía hoy es bien visible la planimetría articulada sobre un patio central porticado al que daban el resto de habitaciones; han sido descubiertos la sala de entrada (atrium), la sala para la recogida de agua de lluvia (impluvium) y una sala de recepción (tablinium), todas ricas en mosaicos y frescos. El sito es parte de una vasta área arqueológica que comprende también el teatro romano y las catacumbas de San Vittorino.